# FC Preußen Gumbinnen
FC Preußen Gumbinnen was een Duitse voetbalclub uit de Oost-Pruisische stad Gumbinnen, dat tegenwoordig in de Russische oblast Kaliningrad ligt.

## Geschiedenis
De club werd opgericht in 1907. De club was aangesloten bij de Baltische voetbalbond en werd in 1913 kampioen van Insterburg waardoor de club zich plaatste voor de Baltische eindronde, waar de club met 0:3 verloor van Lituania Tilsit. Na de Eerste Wereldoorlog ging de club in de Bezirksliga spelen, waarvan de kampioen mocht deelnemen aan de Oost-Pruisische eindronde. In 1923 werd de club kampioen en plaatste zich zo voor de eindronde, waar ze laatste werden in de groepsfase. Twee jaar later werd de club opnieuw kampioen. In de eindronde werden ze tweede in de groep achter het oppermachtige VfB Königsberg. In 1926 kon de club zich niet plaatsen voor de Ostpreußenliga, die de zeven Bezirksliga's verving en in 1926/27 van start ging. Nadat deze competitie in 1930 afgevoerd werd en vervangen werd door drie Bezirksliga's bleef de club actief op het tweede niveau. Door de strenge winters in het Baltische gebied werd de competitie van 1932/33 in 1931 al begonnen. De club kon via de eindronde van de tweede klasse promotie afdwingen nadat ze wonnen van VfB Tilsit. In de competitie van 1933/34, die al in 1932 van start ging, werd de club derde. Nadat de NSDAP aan de macht kwam werd de competitie door heel Duitsland grondig geherstructureerd. De Gauliga Ostpreußen werd ingevoerd en het seizoen 1933/34, dat al begonnen was werd niet voltooid. Wel werd op basis van die eindrangschikking het aantal teams voor de Gauliga bepaald. Uit de Bezirksliga Nord plaatsten zich drie teams.
De Gauliga had twee reeksen en Gumbinnen werd voorlaatste in reeks II. Omdat ze een niet-speelgerechtigde speler hadden opgesteld bij een wedstrijd moest de club degraderen naar de Bezirksliga en redde daarmee het vel van Rastenburger SV 08, dat laatste was geëindigd. Het volgende seizoen werd de club samen met Polizei-SV Tilsit eerste, maar er kwam geen verdere eindronde om promotie omdat de competitie hervormd werd. In 1935 werden de clubs uit de Gauliga en de Bezirksklasse samen gevoegd en was de Bezirksklasse de voorronde van de Gauliga, waarvan de top twee zich kwalificeerde voor de eigenlijke Gauliga. De club werd gedeeld tweede achter kampioen Yorck Boyen Insterburg. De volgende twee seizoenen werd de club vierde en hierna werd dit systeem weer afgevoerd en kwam er een Gauliga bestaande uit één reeks van tien clubs waar de club zich niet voor plaatste.
Het volgende jaar werd de club groepswinnaar in de Bezirksklasse, maar moest in de eindronde de promotie aan Reichsbahn SG Königsberg laten. De volgende drie seizoenen greep de club telkens naast promotie. Na 1942 nam de club niet meer aan de competitie deel.
Na het einde van de Tweede Wereldoorlog werd Oost-Pruisen verdeeld onder Polen en Rusland en werden alle Duitse voetbalclubs opgeheven.